# Phyllachora xylostei
Phyllachora xylostei är en svampart som först beskrevs av Elias Fries, och fick sitt nu gällande namn av Karl Wilhelm Gottlieb Leopold Fuckel 1870. Phyllachora xylostei ingår i släktet Phyllachora och familjen Phyllachoraceae.   Inga underarter finns listade i Catalogue of Life.